# Loboptera chioensis
Loboptera chioensis es una especie de cucaracha del género Loboptera, familia Ectobiidae.

## Distribución
Esta especie se encuentra en España.